# Busiri (Egitto)
Busiri è il toponimo greco della località egizia di "Pr wsr" traslitterato "Per Usir" ossia "Casa di Osiride".
Il sito  si trova nei pressi dell'attuale cittadina di Abu Sir Bana posta sul ramo di Damietta nella parte centrale del delta del Nilo.
Per Usir, dal nome ancora più antico di"Djedu", fu per molto tempo, uno dei principali centri del culto di Osiride. 
Nella fase protostorica vi erano adorati Sobek e Anditi, divinità raffigurata attraverso un pilastro
| Dd |

ḏd - djed 

Nel mito di Osiride, Per Usir fu il luogo di sepoltura della colonna vertebrale, rappresentata dal pilastro, del dio.

La città, che fu anche capoluogo del 9º distretto del Basso Egitto non acquisì mai grande importanza politica pur citata nella "Stele della vittoria" di Pianki e negli annali assiri di Assurbanipal.